# Lasionhada
Lasionhada là một chi bướm đêm thuộc họ Noctuidae.